# Henotesia masoura
Henotesia masoura är en fjärilsart som beskrevs av William Chapman Hewitson 1875. Henotesia masoura ingår i släktet Henotesia och familjen praktfjärilar. Inga underarter finns listade i Catalogue of Life.